# 現代短歌女流賞
現代短歌女流賞（げんだいたんかじょりゅうしょう）は、文化出版局が1976年に女性雑誌『ミセス』創刊15周年を記念して、現代詩女流賞、現代俳句女流賞とともに創設した賞。女性の歌集に与えられるもので、1年間に刊行された歌集の中から選ばれ、『ミセス』の翌年4月号で発表された。1989年の第13回をもって終了した。2000年に大宮市（現・さいたま市）が創設し、2020年まで『ミセス』編集部が協賛した現代短歌新人賞は、事実上本賞を復活させた賞と言える。

## 受賞者
- 第1回　1976年　石川不二子『牧歌』
- 第2回　1977年　馬場あき子『桜花伝承』
- 第3回　1978年　山中智恵子『青草』
- 第4回　1979年　安永蕗子『朱泥』
- 第5回　1980年　河野裕子『桜森』
- 第6回　1981年　稲葉京子『槐の傘』
- 第7回　1982年　大塚陽子『遠花火』
- 第8回　1983年　河野愛子『黒羅』
- 第9回　1984年　北沢郁子『塵沙』
- 第10回　1985年　築地正子『菜切川』
- 第11回　1986年　三国玲子『鏡壁』
- 第12回　1987年　辺見じゅん『闇の祝祭』
- 第13回　1988年　今野寿美『世紀末の桃』

## 選考委員
- 葛原妙子、篠弘、島田修二、塚本邦雄、前田透

## 参考
- 広田広三郎『文学賞事典』
- 『文藝年鑑』1982-87